# Пам'ятник Ользі Кобилянській (Чернівці)
Пам'ятник Ользі Кобилянській — бронзовий пам'ятник українській письменниці, встановлений 2 серпня 1980 року (скульптори Анатолій Скиба, Микола Мірошниченко, архітектор Олександр Таратута) на Театральній площі перед Чернівецьким обласним музично-драматичним театром, який названо її ім'ям.

## Історія
До 100-річчя від дня народження Ольги Кобилянської в 1963 році  перед театром встановили півфігурну скульптуру письменниці, яку 1980 року замінили на бронзовий пам'ятник. Спершу був намір створити композицію в граніті, однак Республіканська експертна комісія Мінкультури порекомендувала вирішити скульптурний образ для відлиття у бронзі. На думку фахівців,  цей матеріал дає можливість глибше розкрити характер письменниці,  точніше моделювати фігуру, деталювати одяг. 

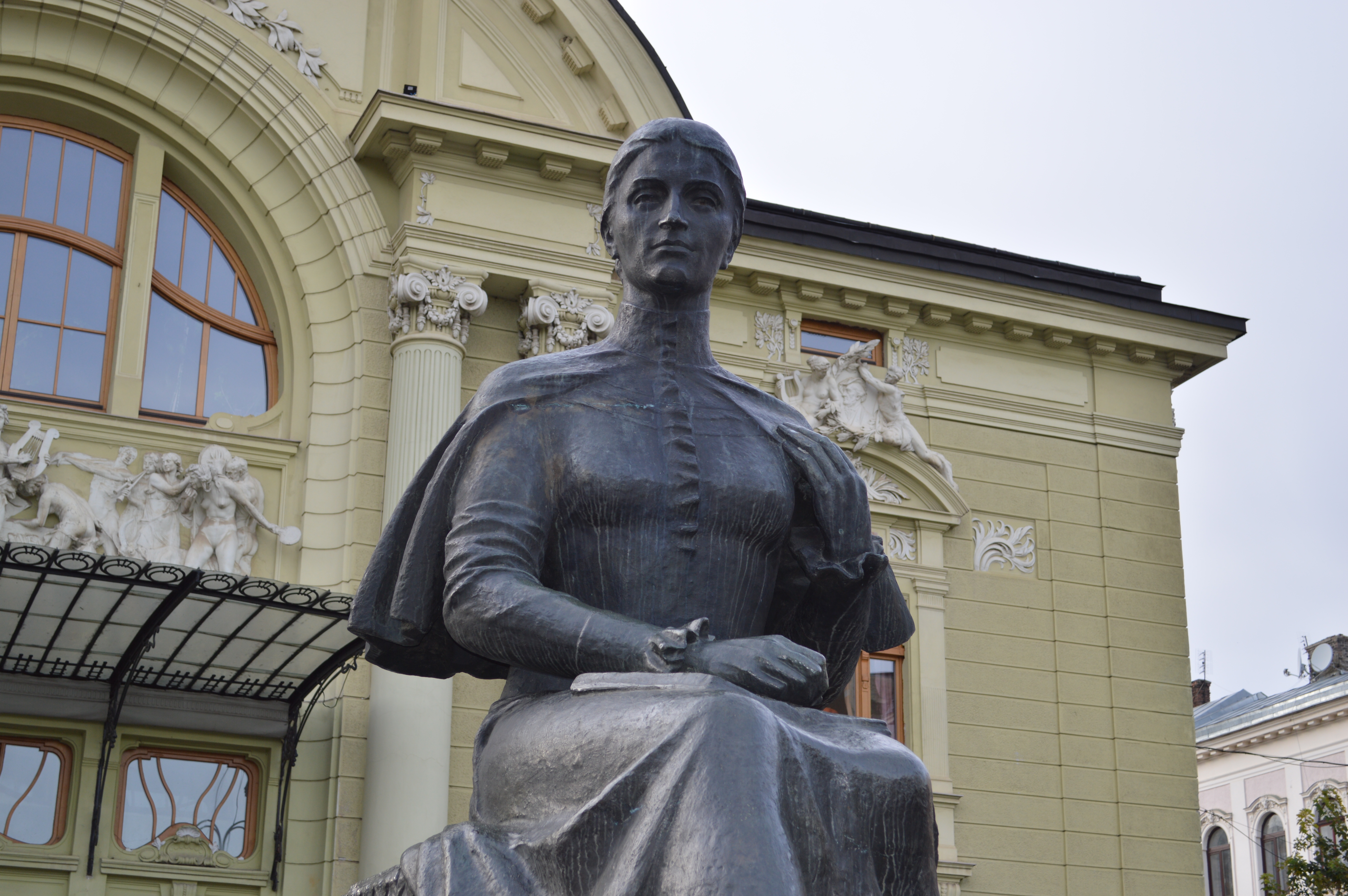
Фігура письменниці зблизька

Робота над пам’ятником у майстерні Анатолія Скиби в Чернівцях тривала чотири роки — з 1976 до 1980.  Існувало декілька ідей щодо встановлення пам'ятника: на повний зріст біля скверу на Театральній площі; з водним полем перед монументом, яке мало утворюватися за допомогою маленьких фонтанів. 
Позувала для пам'ятника чернівчанка Тамара Шатілова — режисерка Чернівецької обласної держтелерадіокомпанії.
Остаточний варіант пам’ятника у натуральну величину виготовляли з глини, його затверджувала  урядова київська комісія та художня рада. Втілення у бронзу відбулося на експериментальній керамічно-скульптурній фабриці у Львові. 
Існує легенда, що пам’ятник письменниці відлили із церковних дзвонів.